# Lycinus quilicura
Lycinus quilicura là một loài nhện trong họ Nemesiidae.
Lycinus quilicura được miêu tả năm 1995 bởi Goloboff.